# Odd Nerdrum
Odd Nerdrum (8 d’abril de 1944, en Helsingborg) és un pintor figuratiu noruec.

## Biografia i obra
Figura controvertida al seu país, és conegut per la seva postura antimodernista. Els temes i l’estil de la seva obra es basen en l’anècdota i la narrativa. Les seves principals influències són Rembrandt i Caravaggio, en contrast directe amb l’abstracció i l’art conceptual. La seva producció inclou bodegons d’objectes quotidians, retrats i autoretrats, així com grans composicions de caràcter al·legòric i apocalíptic. Les figures que representa solen vestir-se com si pertanyessin a una altra època i lloc.
La seva obra ha rebut crítiques negatives per part de la crítica d’art noruega. El crític Stig Andersen va descriure Nerdrum com el líder d’un “culte a la personalitat autoritària”.
Nerdrum es va formar a l’Escola Waldorf d’Oslo i posteriorment a l’Acadèmia d’Art d’Oslo. Desil·lusionat amb l’art que s’ensenyava a l’acadèmia i amb l’art modern en general, va començar a aprendre de manera autodidacta a pintar en un estil postmodern influenciat per Rembrandt i Caravaggio. El 1965, va fer una estada de diversos mesos amb l’artista alemany Joseph Beuys.
Nerdrum afirma que la seva obra s’ha d’entendre com a kitsch, no com a art en si mateix. En el manifest Sobre el Kitsch, redactat per ell mateix, exposa la distinció que estableix entre kitsch i art. La seva filosofia ha donat lloc al moviment kitsch entre els seus alumnes i seguidors, que s’autoanomenen pintors kitsch, no artistes.